# Rudi Kost

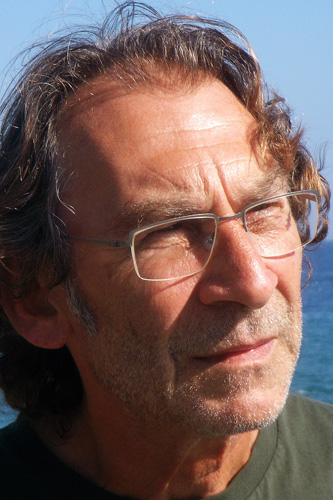
Rudi Kost

Rudi Kost (* 1949 in Stuttgart) ist ein deutscher Journalist, Herausgeber, Verleger, Autor von Kriminalromanen und Kritiker.

## Leben
Rudi Kost machte 1968 Abitur am Johannes-Kepler-Gymnasium in Bad Cannstatt und begann anschließend ein Volontariat bei der Cannstatter Zeitung, für die er schon mehrere Jahre als freier Mitarbeiter tätig war. 1969 wechselte er im Rahmen des Volontariats zur Zentralredaktion der Eßlinger Zeitung und war dort anschließend als Redakteur und stellvertretender Ressortleiter Politik tätig.
Von 1975 bis 1978 studierte er an der damaligen Pädagogischen Hochschule Eßlingen, war anschließend Ressortleiter Feuilleton bei der Eßlinger Zeitung und machte sich einen Namen als Theater-, Film- und Literaturkritiker. Zusammen mit Peter Kreglinger war er 1978–1981 Moderator der Sendung Thema Film beim damaligen Süddeutschen Rundfunk.
Seit 1985 ist er freiberuflich als Journalist, Autor und Herausgeber tätig. Er schrieb Beiträge für den Schulfunk und (mit dem Spezialgebiet Kriminalroman) Features, Rezensionen, Nachworte und Biografien.
Er arbeitete u. a. für den damaligen Süddeutschen Rundfunk, Schweizer Rundfunk, Saarländischer Rundfunk, Playboy, Capital, Rheinischer Merkur, dpa, Darmstädter Echo, Passauer Neue Presse, FAZ, Deutsche Bühne, Eßlinger Zeitung, Stuttgarter Zeitung.
Rudi Kost ist Autor von ca. 50 PC-Anwendungsratgebern und war Mit-Herausgeber und Mit-Autor der Computerbuchreihe So geht’s! – Lösungen für Anwender mit 61 Titeln. Als Mitbegründer und Leiter des Koval Verlages verlegt er Sprach- und Reiseführer (u. a. den Mond-Reiseführer Reisen zum Mond von Tiki Küstenmacher). Er selbst schrieb Reiseführer u. a. über Las Vegas, New York City und Schwäbisch Hall.
Neben mehreren Kriminalkurzgeschichten schreibt und veröffentlicht er seit 2007 eine Krimireihe um den Schwäbisch Haller Versicherungsvertreter und Hobbydetektiv Dillinger, die, neben Schwäbisch Hall, vorzugsweise in Dörfer und kleinen Orten Hohenlohes spielt.
Der erste Roman der Reihe, Die Nadel im Heuhaufen (2007), führt nach Hohenberg bei Wolpertshausen, wo Dillinger einen Bauern tot in seiner Scheune findet. Siedend heiß (2009) widmet sich dem alljährlich an Pfingsten stattfindenden Kuchen- und Brunnenfest der Haller Salzsieder. Leichenacker (2010) spielt in Bühlerzell und Umgebung und beschäftigt sich mit den unterschiedlichen Ansichten zu Biogasanlagen und den Lohnunternehmen, die für deren Materialnachschub sorgen.
Fisch oder stirb (2012) ist eine freie und nach Hohenlohe versetzte Verarbeitung des tatsächlichen und missglückten Versuchs der Stadtwerke Völklingen, mit einer Meeresfischzucht Geschäfte zu machen. Dillinger macht Wind (2014) beschäftigt sich mit den Auseinandersetzungen und Geschäften um Windkraftanlagen und in einer Nebenhandlung mit den Burgfestspielen Leofels.
Dillinger hat Schwein (2016) entwirft das Szenario eines veganen Deutschlands und den sich daraus ergebenden Konflikten und untersucht kritisch die Bedingungen heutiger Lebensmittelproduktion. Dillinger sieht Gespenster (2018) spielt im Hohenloher Freilandmuseum Wackershofen.
In seinen Stuttgart-Krimis stehen Kommissar Grock und seine Team und ihre beruflichen und privaten Probleme im Fokus. In Grock spielt die erste Geige (2014) geht es um einen ermordeten ehemaligen Ersten Geiger und ein verschwundenes, mutmaßlich wertvolles Musikinstrument. Drei Vorhänge für Grock (2015) spielt am Stuttgarter Staatsschauspiel und handelt von einem umstrittenen Starregisseur, der auf der Bühne tot aufgefunden wird.
Wenn Oma Öchsle zweimal klingelt (2013) ist ein stark vom schwäbischen Dialekt geprägter Unterhaltungsroman um eine 69-Jährige, die sich nicht als alte Frau abstempeln lassen will und damit für Turbulenzen in ihrer Umgebung sorgt. In Dillinger hat Schwein hat die Hauptfigur Emma Öchsle einen Gastauftritt.
Kost lebt in der Nähe von Schwäbisch Hall, ist verheiratet und hat vier erwachsene Kinder.

## Werke

### Kriminalromane
- Die Nadel im Heuhaufen. Ein Hohenlohe-Krimi. Piper, München 2007; Neuauflage Bookmundo Osiander 2019,  ISBN 978-9-4638-6416-9.
- Siedend heiß. Ein Hohenlohe-Krimi. Piper, München 2009; Neuauflage Bookmundo Osiander 2019, ISBN 978-9-4634-2352-6.
- Leichenacker. Ein Fall für Dillinger. Piper, München 2010; Neuauflage Bookmundo Osiander 2019, ISBN 978-9-4634-2360-1.
- Fisch oder stirb. Ein Fall für Dillinger. Piper, München 2012; Neuauflage Bookmundo Osiander 2019, ISBN 978-9-4638-6514-2.
- Dillinger macht Wind. Ein Baden-Württemberg-Krimi. Silberburg-Verlag, Tübingen und Karlsruhe 2014, ISBN 978-3-8425-1319-8.
- Dillinger hat Schwein. Silberburg-Verlag, Tübingen 2016, ISBN 978-3-8425-1459-1.
- Dillinger sieht Gespenster. Silberburg-Verlag, Tübingen 2018, ISBN 978-3-8425-2111-7.
- Dillinger tritt ab. Gmeiner-Verlag, Meßkirch 2021, ISBN 978-3-8392-0020-9.

### Über Kriminalliteratur
- Über George Smiley. Poller Verlag, 1985.
- Was ist los mit Trimmel? Poller Verlag, 1986.
- Steckbriefe: Autorenporträts. Rowohlt Verlag, Reinbek bei Hamburg 1986–1992.

### Unterhaltungsliteratur
- Wenn Oma Öchsle zweimal klingelt. Roman. Silberburg-Verlag, Tübingen und Baden-Baden 2013, ISBN 978-3-8425-1273-3.

### Reiseführer
- Atlanta. Koval Verlag, Unterfischach 1995.
- Reisen in den USA. Koval Verlag, Unterfischach 1996.
- Schwäbisch Hall. Koval Verlag, Unterfischach 1996.
- New York. Koval Verlag, Unterfischach 1997.
- Las Vegas. Koval Verlag, Unterfischach 1998.
- Reisen mit dem Internet. Koval Verlag, Unterfischach 2001.

### PC-Fachbücher
- Word-Kompendium. Markt&Technik Verlag, München 1990–2000.
- Der Schneider PC. Markt&Technik Verlag, München 1986.
- dBase Lexikon. Markt&Technik Verlag, München 1988–1991.
- Excel-Schulung. Markt&Technik Verlag, München 1988/1990.
- Clever suchen im Internet. Tandem Verlag, 1998.
- Top-Adressen im Internet. Serges Verlag, Köln 2000.

### Als Herausgeber
- Der moderne deutsche Kriminalroman. Ernst Klett Verlag, Stuttgart 1981–1982.
- So geht’s! Lösungen für Anwender. Markt&Technik Verlag, München 1990–1997.
- Visuelle Sprachführer. Koval Verlag, Unterfischach 2000.
- Aldi-Reiseführer. 2004–2019.